# Zygmunt Arct
Zygmunt Arct (ur. 1871 w Lublinie, zm. 25 lipca 1935 w Warszawie) – polski księgarz, wydawca, kolekcjoner sztuki i marszand.

## Życiorys
Urodził się w 1871 roku w Lublinie. Syn Michała Arcta, po którym przejął działającą od 1836 rodzinną firmę wydawniczą wraz z salonem sztuki działającym od 1923 przy Nowym Świecie w Warszawie. Studiował handel w Dreźnie. Odbył praktykę bankową w Warszawie. Współpracował z Polonią Amerykańską. Działał społecznie w organizacjach księgarskich i wydawniczych. Był współorganizatorem Domu Książki Polskiej, Księgarni Rolniczej oraz Towarzystwa Księgarni Kolejowych „Ruch”. Był długoletnim wiceprezesem i członkiem honorowym Związku Księgarzy Polskich, członkiem komisji rewizyjnej Polskiego Towarzystwa Wydawców Książek, członkiem rady nadzorczej Towarzystwa Oświaty Rolniczej – Księgarni Rolniczej.
Zmarł 25 lipca 1935 roku w Warszawie. Został pochowany 27 lipca 1935 na cmentarzu ewangelicko-reformowanym (kwatera F-5-2).

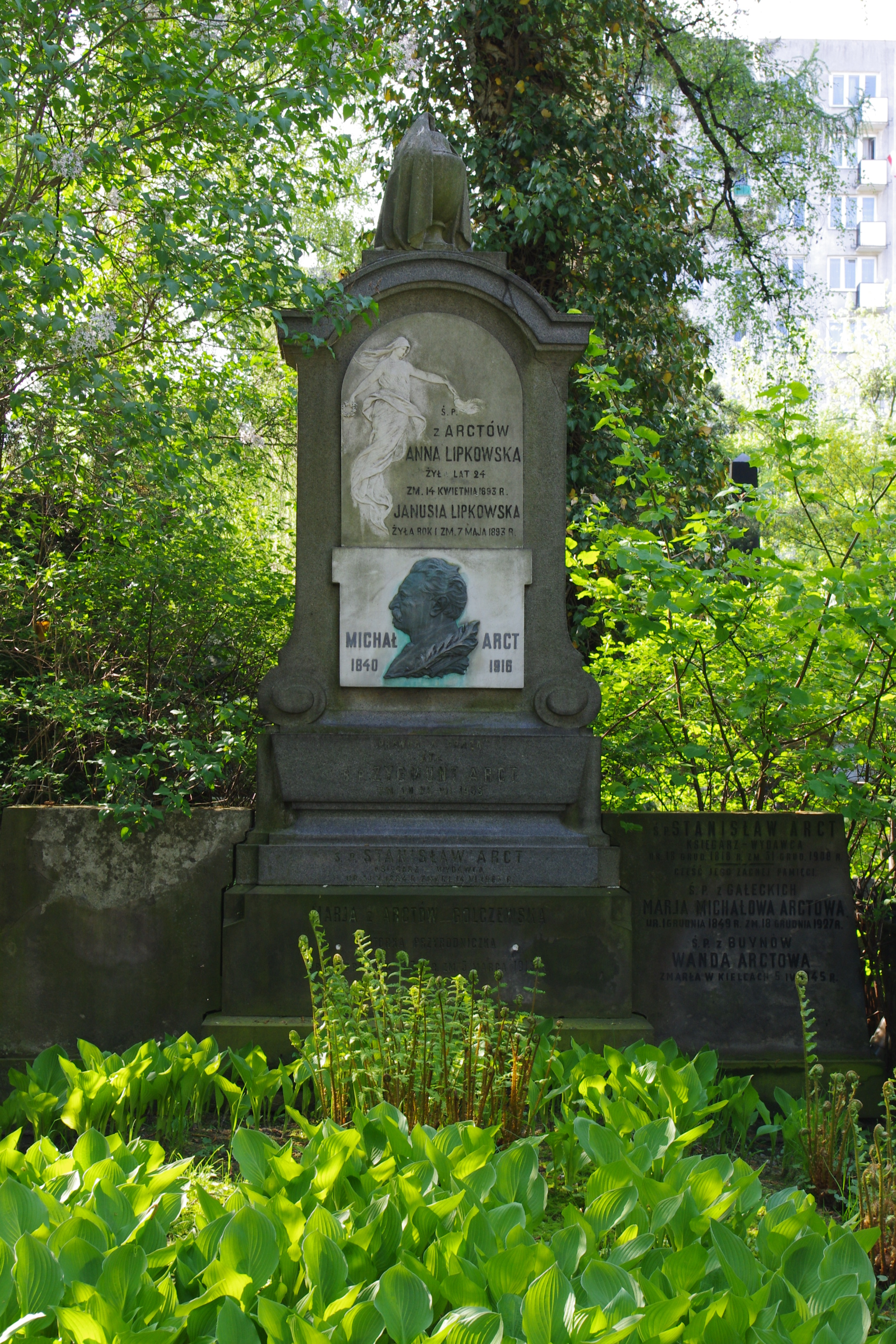
Grób Zygmunta Arctaz na cmentarzu ewangelicko-reformowanym w Warszawie

## Życie prywatne
Jego żoną była pisarka Maria Jadwiga Buyno-Arctowa.

## Ordery i odznaczenia
- Krzyż Kawalerski Orderu Odrodzenia Polski (10 listopada 1933)[5]